# لوحات مومياوات الفيوم

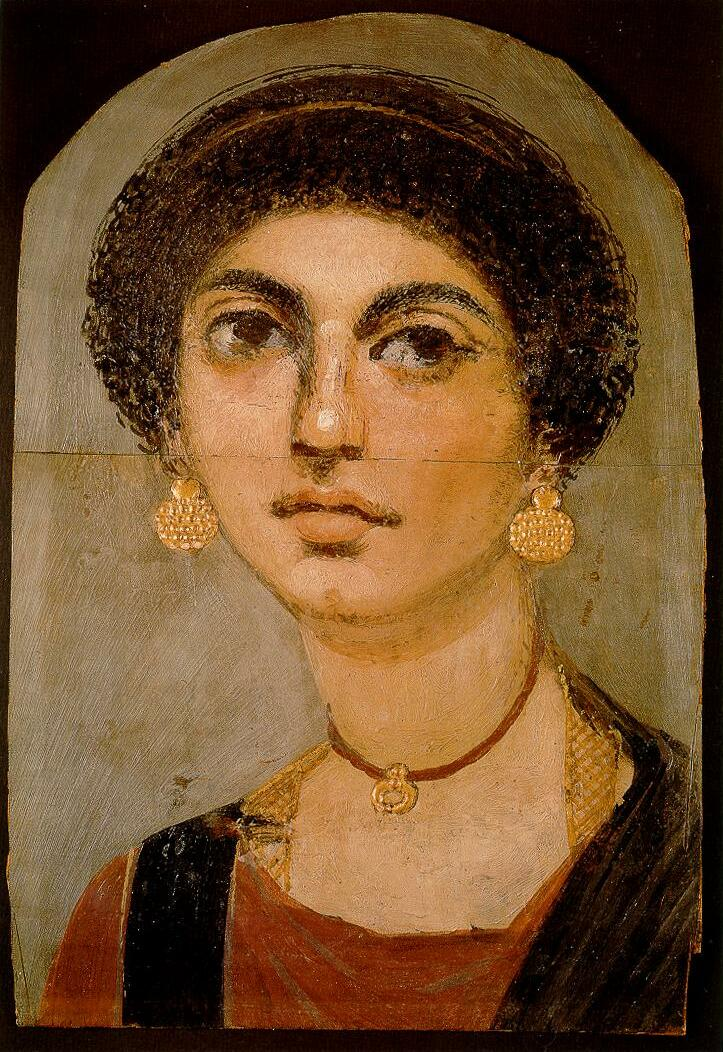
بورتريه من الفيوم.

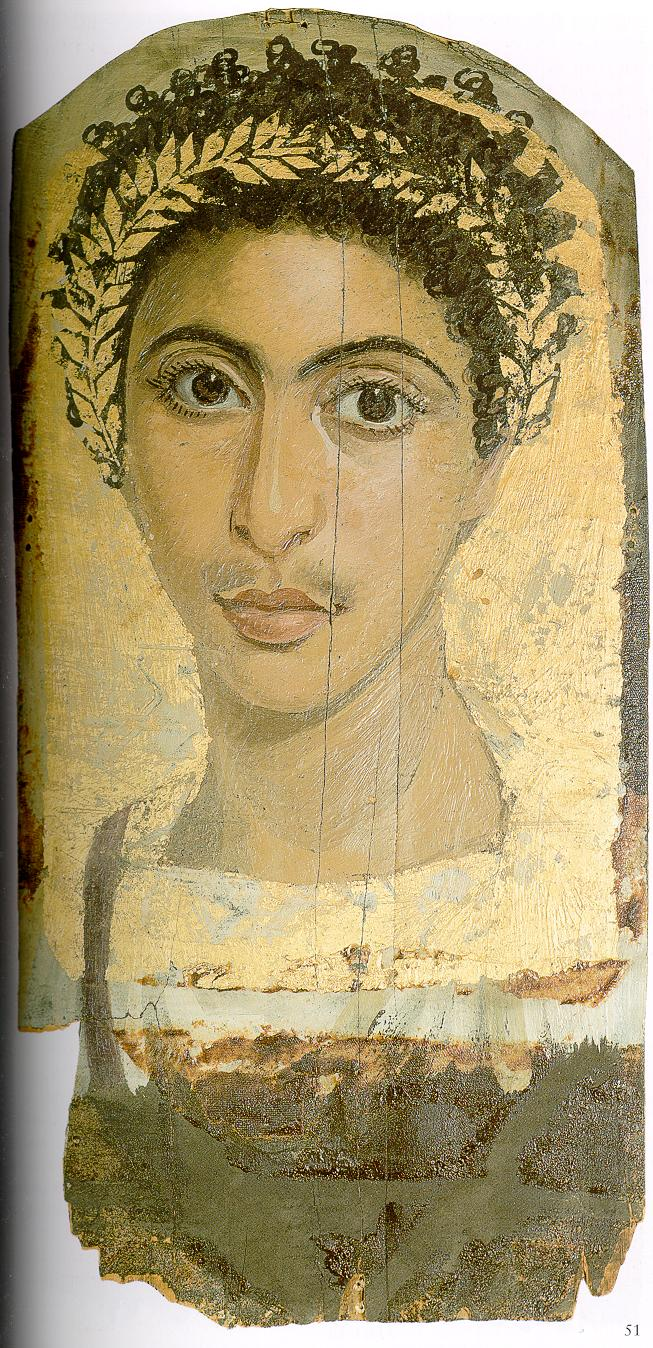
عينة من لوحات مومياوات جاييه من أنطينوبولس. اللوحة المطلية بالذهب وجدت في شتاء 1905/06 وبيعت إلى المتحف المصري في برلين عام 1907.

لوحات الفيوم أو مومياوات الفيوم أو لوحات مومياوات الفيوم وهي مصطلح يجسد مجموعة من اللوحات الواقعية للشخصيات رسمت علي توابيت مومياوات مصرية في الفيوم إبان فترة الوجود الروماني في مصر.
حيث تم فيها الرسم والطلاء علي لوحات خشبية بشكل كلاسيكي يجعلها من أجمل الرسومات في فن الرسم الكلاسيكي العالمي.
وفي الواقع فان لوحات الفيوم هي الوحيدة من نوعها في العالم، عثر على مومياوات الفيوم في عدة أجزاء من مصر إلا أن منطقة حوض الفيوم شملت أغلب الاكتشافات ما جعلها تحمل هذا الاسم وتحديدا من منطقة هوارة وحتى أواسط مصر، ويرجح علماء الآثار أن تكون هذه اللوحات الجنائزية المصرية قد صنعت في فترة مصر الرومانية.
كما يعتقد أن بداياتها تعود إلى القرن الأول للميلاد، كما أنه من غير المؤكد متي توقف صنعها، لكن بعض الدراسات الحديثة تقترح أن صنعها قد توقف في القرن الثالث للميلاد، وتعتبر اللوحات مثالا مبكرا لما تلاها من أنواع فنون انتشرت في العالم الغربي من خلال الفن البيزنطي وفن الأيقونات القبطي في مصر.
تبين اللوحات رسمًا لشخصية ما للشخص المدفون في التابوت وعادةً ما يكون شخصية كبيرة أو معروفة، وتميل الرسوم إلى الفن الإغريقي -الروماني بشكل أكبر مما هو معروف عن فن الرسم المصري القديم، فقد تأثر المصريين بهذا الفن كما تتأثر المجتمعات بالمجتمعات الأخرى بذات المحتلة كما كان في مصر في هذه الفترة.
توجد الآن حوالي 900 لوحة مكتشفة في المقابر التاريخية في الفيوم،  ونظرا للمناخ الجاف والحار للمنطقة فقد حفظت اللوحات بشكل ممتاز، لدرجة أن ألوان الكثير منها تبدو كأنها لم تجف بعد.

## تاريخ البحث

### قبل القرن التاسع عشر
في 1615 زار المستكشف الإيطالي بيترو ديلا فاليه مدينتَي سقارة ومنف في مصر، فكان أول أوروبي يكتشف لوحات المومياوات ويصفها. وقد نقل بعض المومياوات والبورتريهات إلى أوروبا، وهي الآن معروضة في متحف ألبرتينوم.

### جامِعو القرن التاسع عشر
صحيح أن الاهتمام بمصر القديمة زاد بعد تلك الفترة، لكن لم تشتهر اكتشافات مومياوات أخرى قبل القرن التاسع عشر. مصدر المكتَشَفات الأولية غير معلوم: ربما سقارة أو طيبة. في 1820 حصل البارون مينوتولي على عدة بورتريهات مومياوية لجامع ألماني، لكنها فُقدت في بحر الشمال ضمن حمولة كاملة من القطع الأثرية المصرية. وفي 1827 قدِم ليون دي لابورد أوروبا ومعه لوحتان قيل إنهما اكتُشفتا في منف، واحدة الآن في متحف اللوفر، والأخرى في المتحف البريطاني. ثم أخذ إيبوليتو روسيليني (كان عضوًا في بعثة 1828-1829 المصرية التابعة لجان فرانسوا شامبليون) معه إلى فلورنس مزيدًا من اللوحات، وهي شبيهة بعيّنتَي دي لابورد، إلى حد أنهما يُحتمَل لهما مصدر واحد. في عشرينيات القرن التاسع عشر أرسل هنري سولت (القنصل البريطاني العام إلى المصر) عدة لوحات أخرى إلى باريس ولندن. طالما عُدّ بعضها لوحات لأسرة أركون طيبة بُليوس سوتر (شخصية تاريخية معروفة من مصادر مكتوبة)، لكن اتضح أن هذا غلط.

## معرض صور

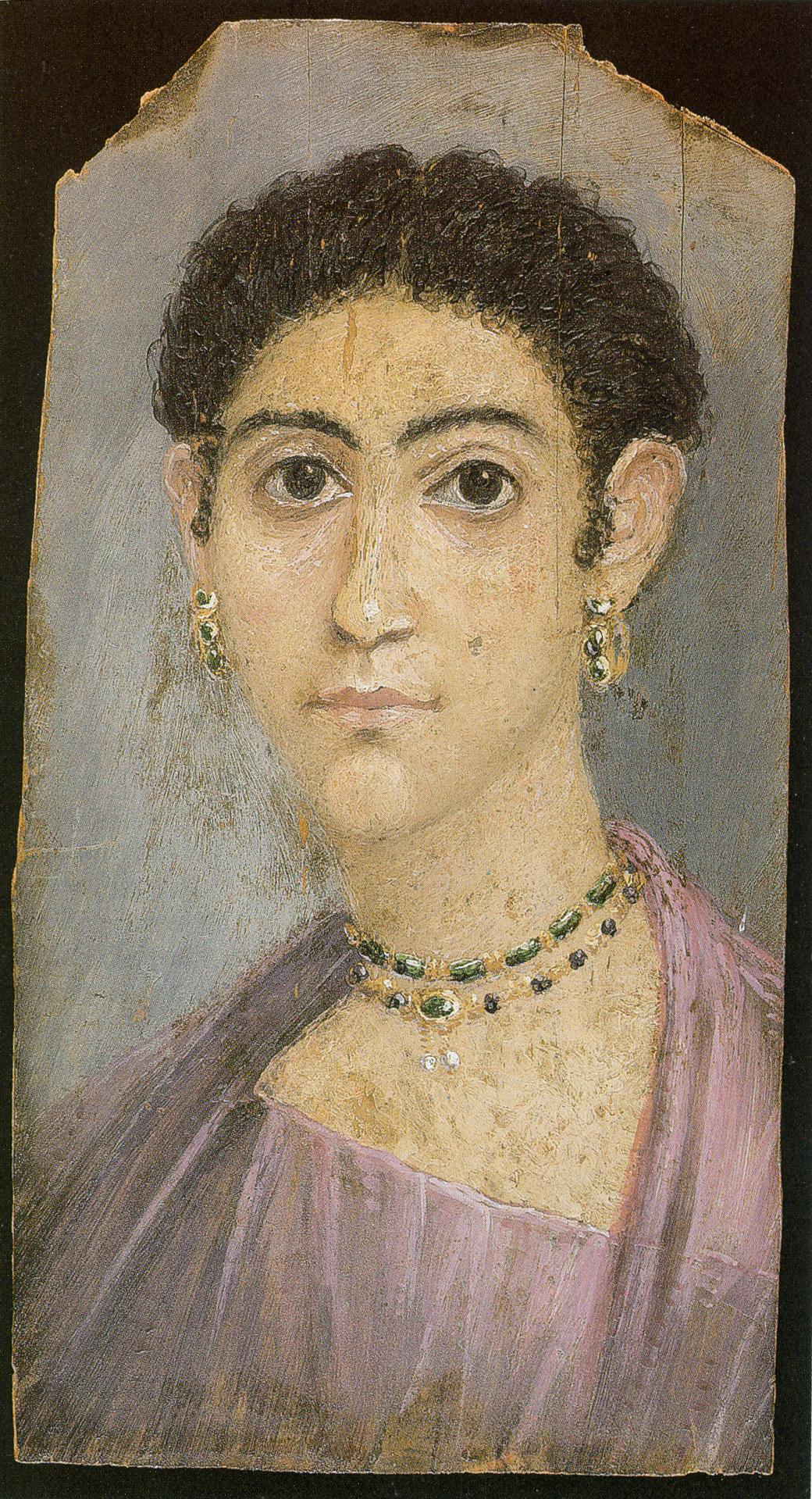
بورتريه لامرأة شابة معروضة في المتحف البريطاني
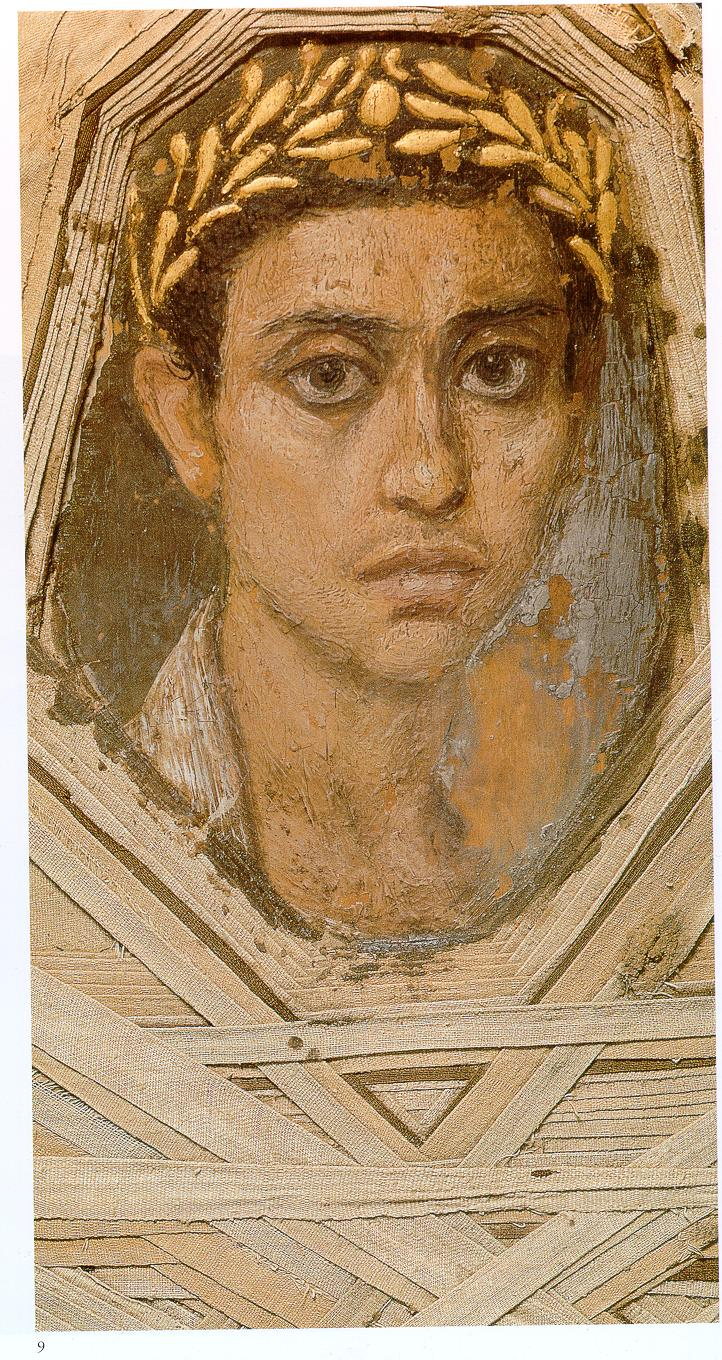
بورتريه لشاب عثر عليها في 1905 وبيعت للمتحف المصري في برلين في 1907
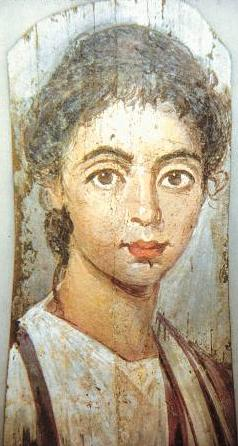
بورتريه لطفل شاب معروضة في متحف برلين المصري
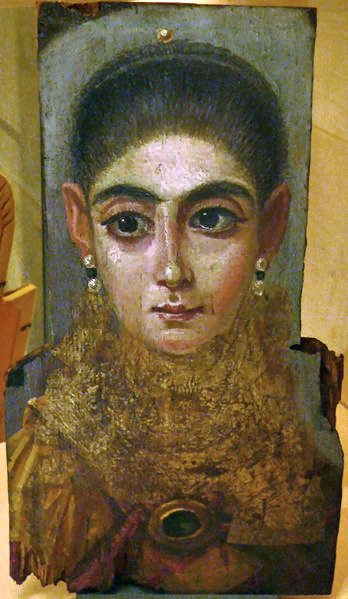
بورتريه لفتاة شابة في متحف اللوفر في باريس
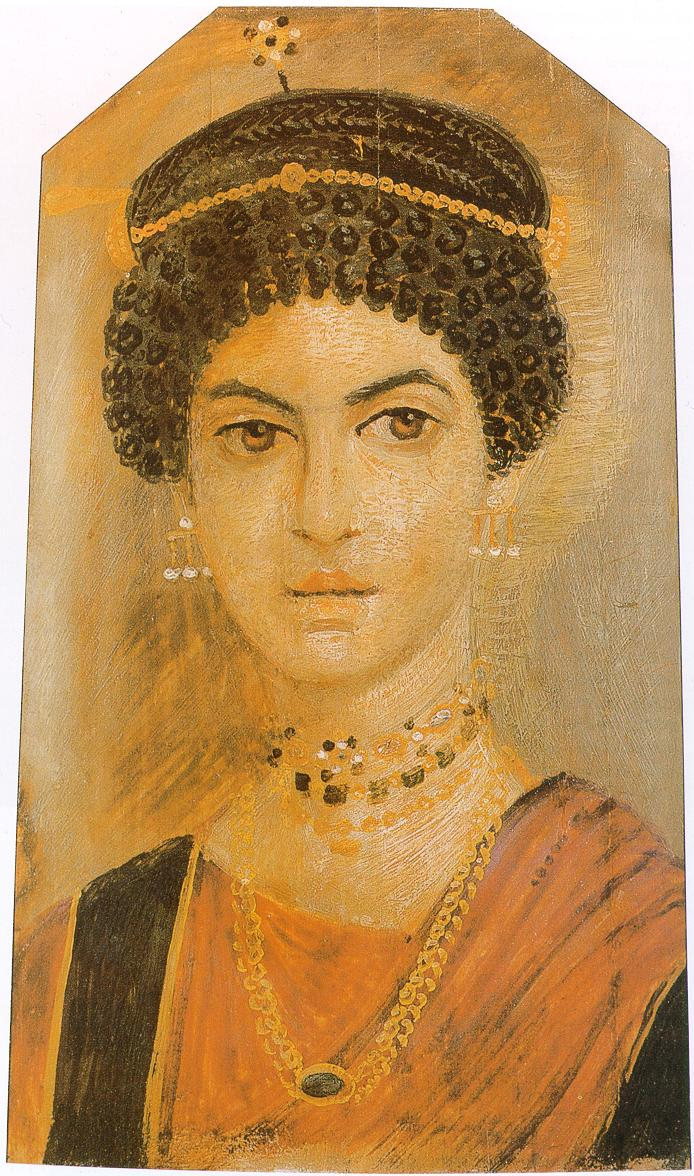
بورتريه لامرأة بتصميم مميز للشعر معروضة في المتحف الملكي الاسكتلندي
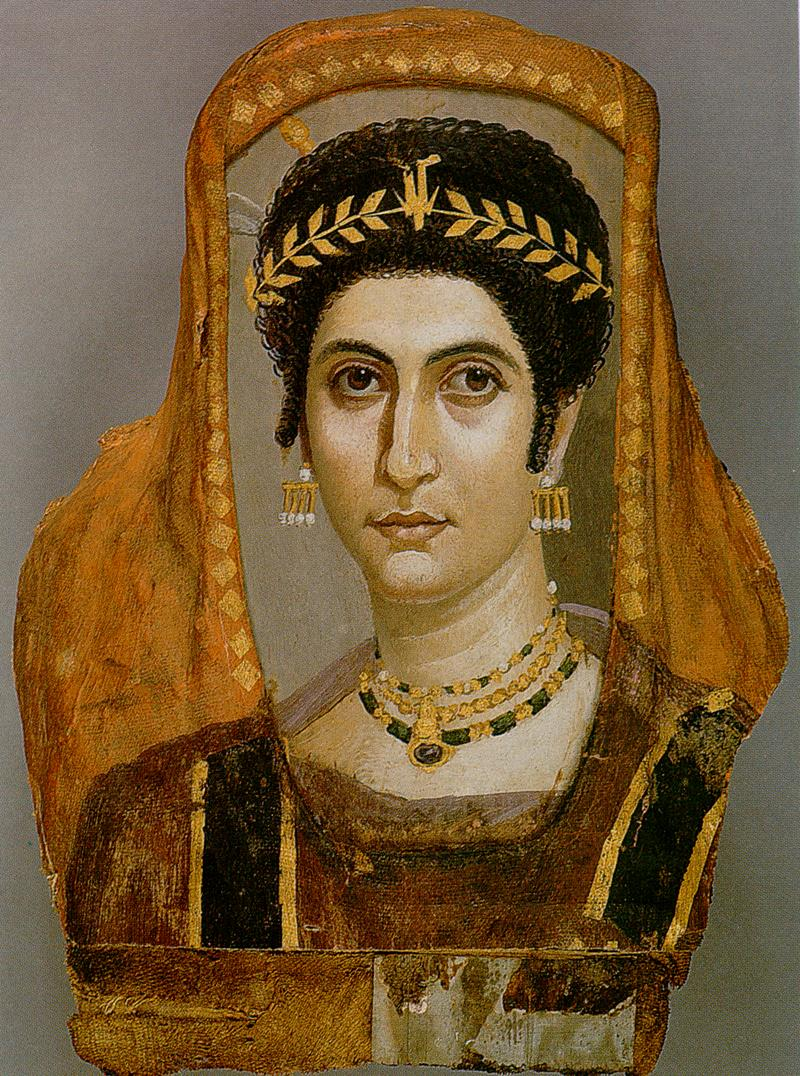
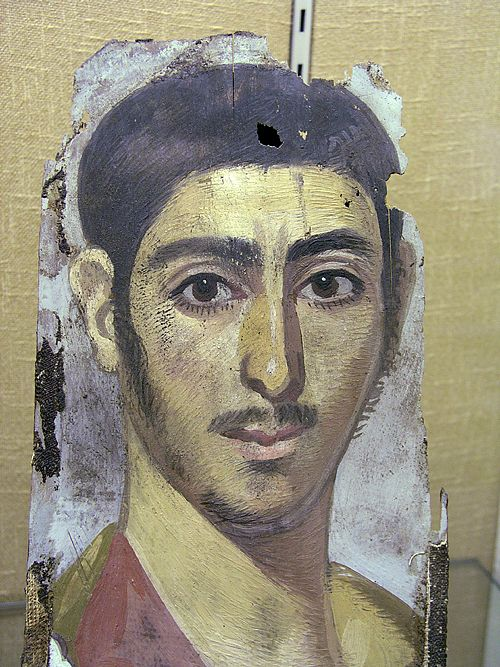
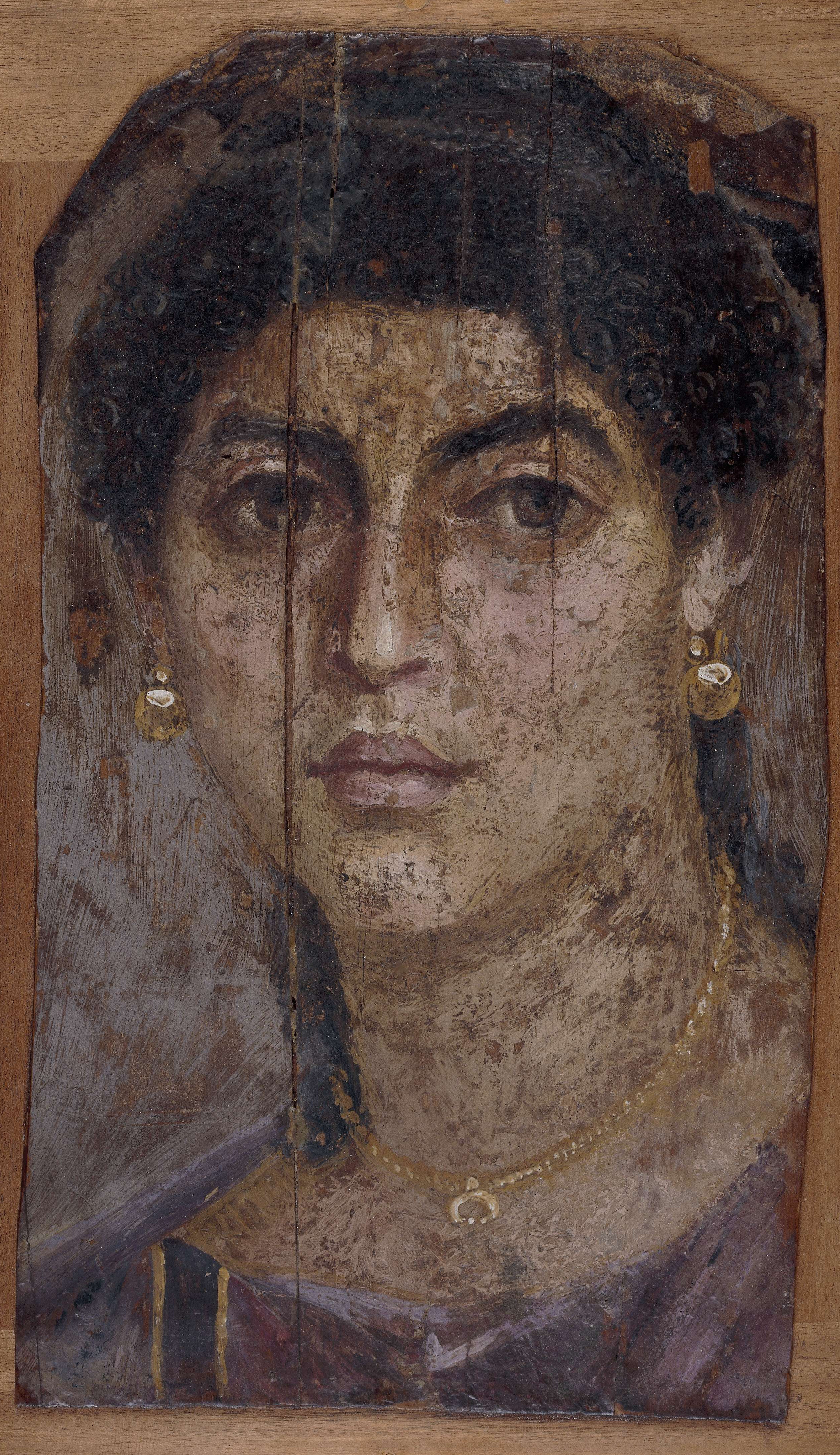
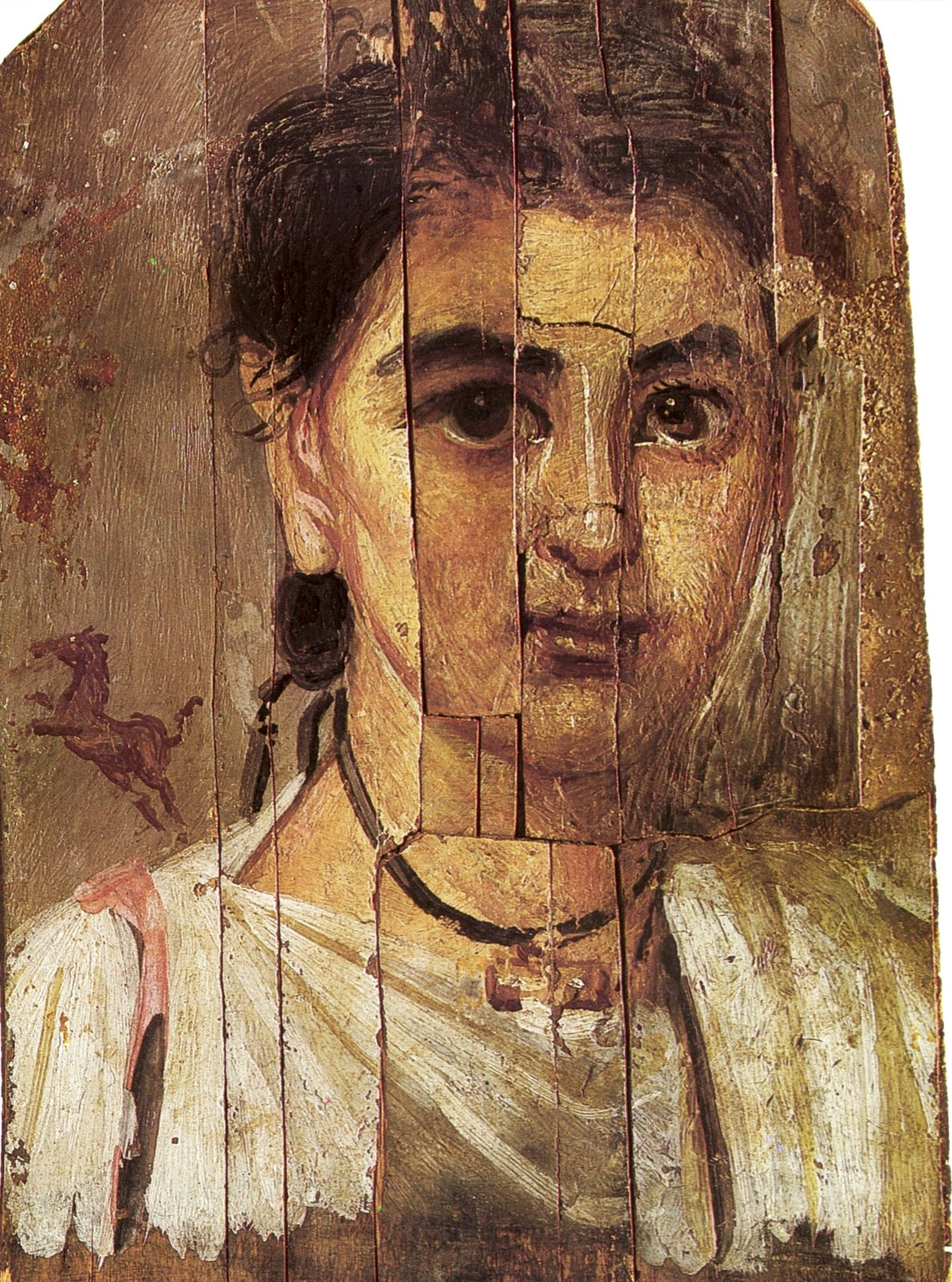
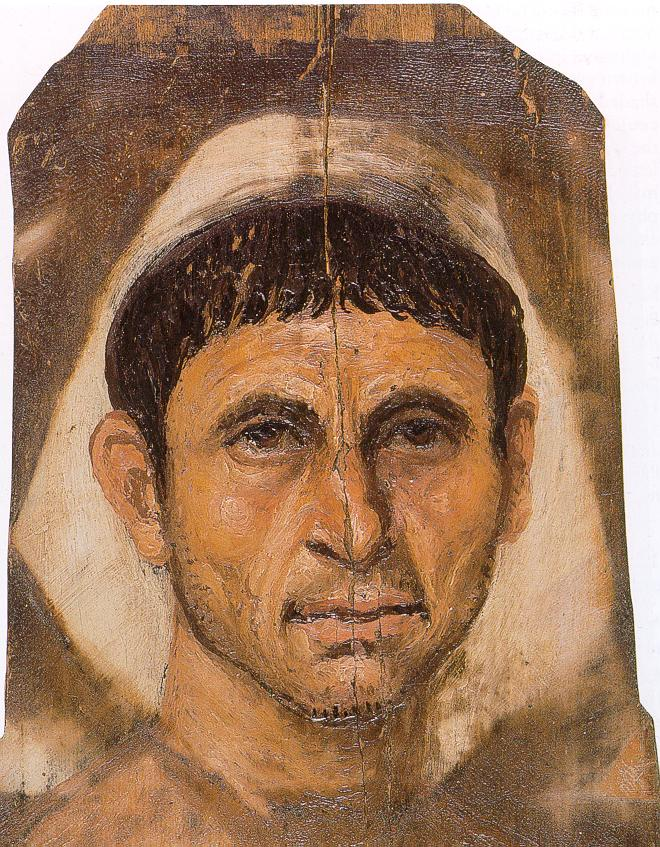
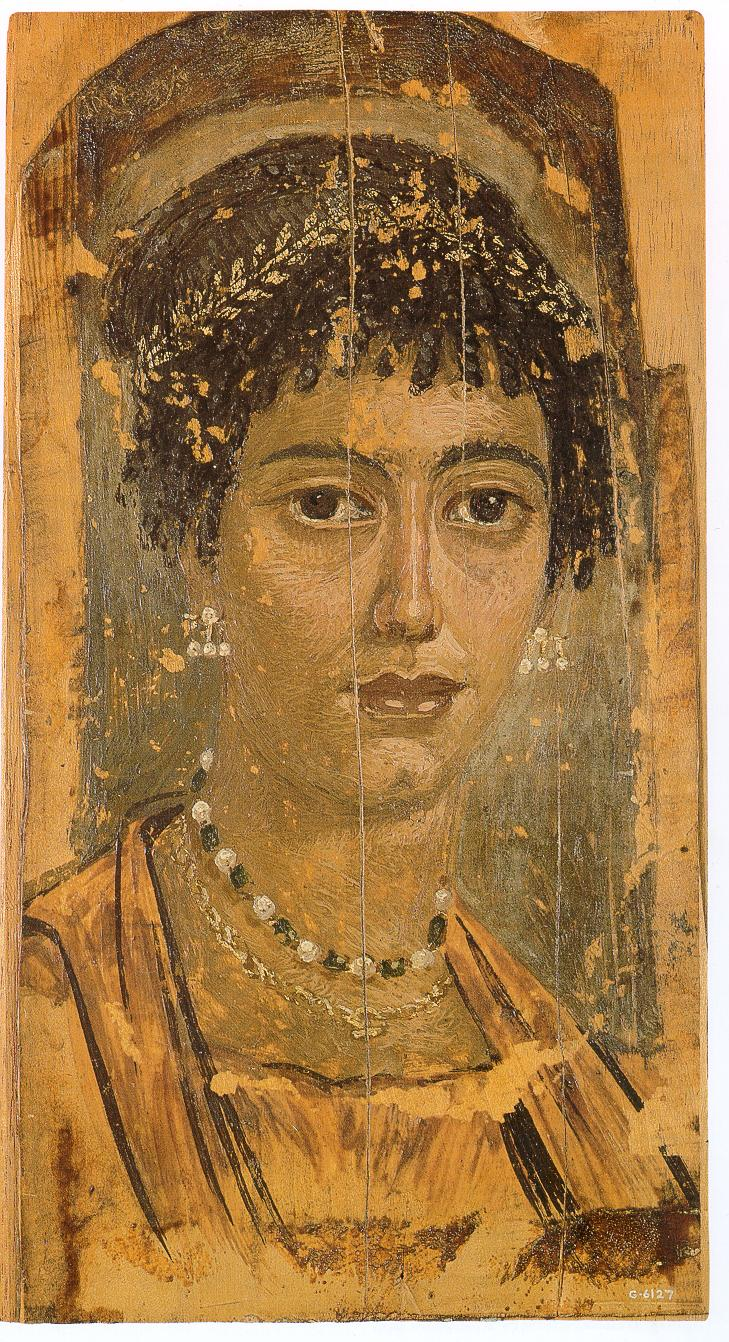
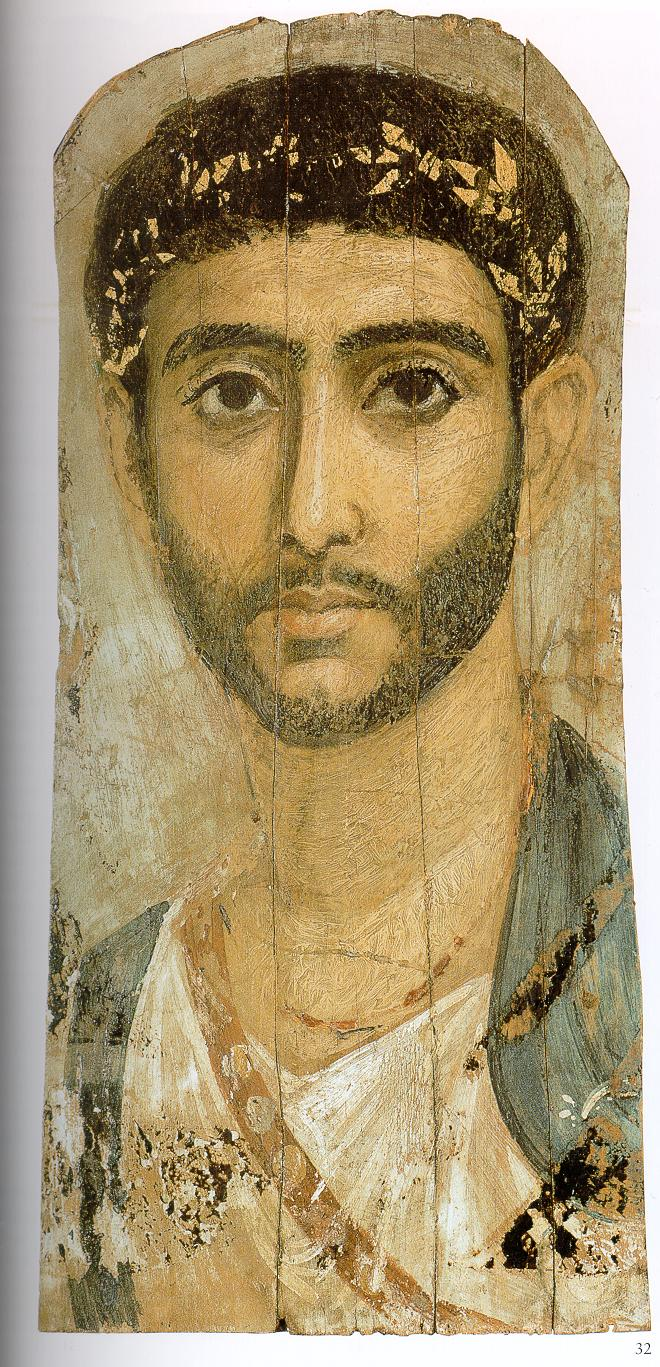